# Procampylaspis tridentata
Procampylaspis tridentata är en kräftdjursart som beskrevs av Stebbing 1912. Procampylaspis tridentata ingår i släktet Procampylaspis och familjen Nannastacidae. Inga underarter finns listade i Catalogue of Life.